# Série de championnat de la Ligue américaine de baseball 2006

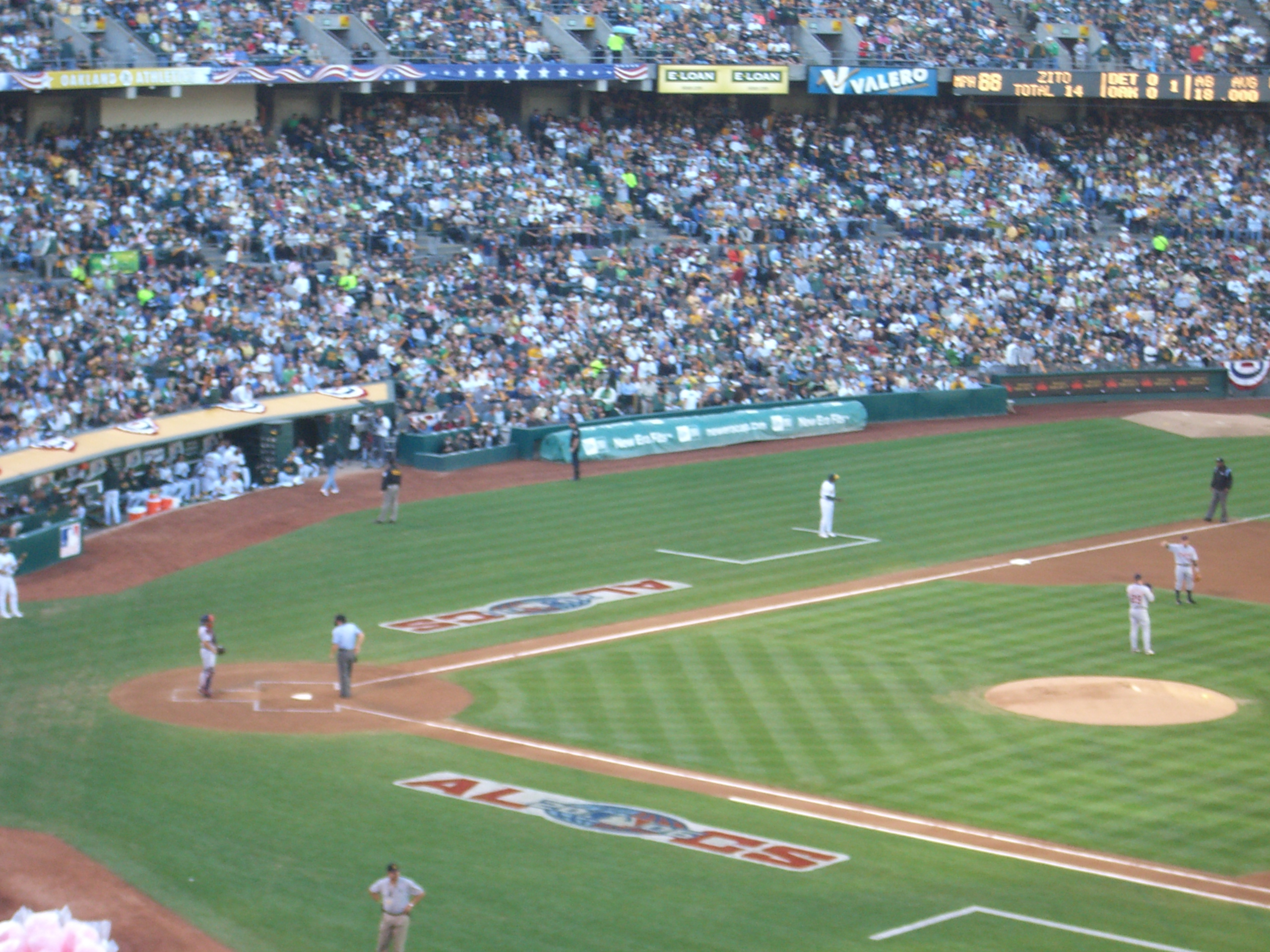

La Série de championnat de la Ligue américaine de baseball 2006 était la série finale de la Ligue américaine de baseball, dont l'issue a déterminé le représentant de cette ligue à la Série mondiale 2006, la grande finale des Ligues majeures.
Cette série quatre de sept débute le mardi 10 octobre 2006 et se termine le samedi 14 octobre par une victoire des Tigers de Detroit, quatre parties à zéro, sur les Athletics d'Oakland.

## Équipes en présence
Les Tigers  de Detroit se sont qualifiés comme meilleurs deuxièmes dans la Ligue américaine, après une saison de 95 victoires et 67 défaites. En première ronde éliminatoire, ils ont éliminé trois parties à une les Yankees de New York (97-65), champions de la division Est.
Les A's d'Oakland ont remporté le championnat de la division Ouest devant les Angels de Los Angeles avec 93 victoires et 69 défaites. En Série de division, les A's ont balayé en trois matchs les champions de la section Centrale, les Twins du Minnesota (96-66).
Detroit et Oakland s'étaient déjà affrontées en Série de championnat de la Ligue américaine en 1972, les Atletics l'emportant trois parties à deux dans ce qui était alors une série trois de cinq. En défaisant Oakland en 2006, les Tigers remportaient le championnat de la Ligue américaine et passaient en Série mondiale pour la première fois depuis 1984.

## Déroulement de la série

### Calendrier des rencontres
| Match | Date       | Visiteur            | Hôte                | Score |
| ----- | ---------- | ------------------- | ------------------- | ----- |
| 1     | 10 octobre | Tigers de Detroit   | Athletics d'Oakland | 5 - 1 |
| 2     | 11 octobre | Tigers de Detroit   | Athletics d'Oakland | 8 - 5 |
| 3     | 13 octobre | Athletics d'Oakland | Tigers de Detroit   | 0 - 3 |
| 4     | 14 octobre | Athletics d'Oakland | Tigers de Detroit   | 3 - 6 |

### Match 1
Mardi 10 octobre 2006 au McAfee Coliseum, Oakland, Californie.
| Tigers de Detroit | 0 | 0 | 2 | 3 | 0 | 0 | 0 | 0 | 0 | 5 | 11 | 1 |
| Athletics d'Oakland | 0 | 0 | 0 | 0 | 0 | 0 | 0 | 1 | 0 | 1 | 8  | 1 |
| Lanceurs partants : DET : Nate Robertson OAK : Barry Zito Vic. : Nate Robertson (1-0) Déf. : Barry Zito (0-1) HRs : DET : Brandon Inge (1), Ivan Rodriguez (1) |   |   |   |   |   |   |   |   |   |   |    |   |

### Match 2
Mercredi 11 octobre 2006 au McAfee Coliseum, Oakland, Californie.
| Tigers de Detroit | 0 | 1 | 0 | 4 | 0 | 2 | 0 | 0 | 1 | 8 | 11 | 0 |
| Athletics d'Oakland | 1 | 0 | 2 | 0 | 0 | 1 | 1 | 0 | 0 | 5 | 11 | 1 |
| Lanceurs partants : DET : Justin Verlander OAK : Esteban Loaiza Vic. : Justin Verlander (1-0) Déf. : Esteban Loaiza (0-1) Sauv. : Todd Jones (1) HRs : DET : Alexis Gomez (1), Curtis Granderson (1) OAK : Milton Bradley (1, 2) |   |   |   |   |   |   |   |   |   |   |    |   |

### Match 3
Vendredi 13 octobre 2006 au Comerica Park, Détroit, Michigan.
| Athletics d'Oakland | 0 | 0 | 0 | 0 | 0 | 0 | 0 | 0 | 0 | 0 | 2 | 0 |
| Tigers de Detroit | 2 | 0 | 0 | 0 | 1 | 0 | 0 | 0 | X | 3 | 6 | 0 |
| Lanceurs partants : OAK : Rich Harden DET : Kenny Rogers Vic. : Kenny Rogers (1-0) Déf. : Rich Harden (0-1) Sauv. : Todd Jones (2) HRs: DET : Craig Monroe (1) |   |   |   |   |   |   |   |   |   |   |   |   |

### Match 4
Samedi 14 octobre 2006 au Comerica Park, Détroit, Michigan.
| Athletics d'Oakland | 2 | 0 | 0 | 1 | 0 | 0 | 0 | 0 | 0 | 3 | 8  | 1 |
| Tigers de Detroit | 0 | 0 | 0 | 0 | 2 | 1 | 0 | 0 | 3 | 6 | 11 | 0 |
| Lanceurs partants : OAK : Dan Haren DET : Jeremy Bonderman Vic. : Wil Ledezma (1-0) Déf. : Huston Street (0-1) HRs : OAK : Jay Payton (1) DET : Magglio Ordonez (1, 2) |   |   |   |   |   |   |   |   |   |   |    |   |

## Joueur par excellence
Le joueur de deuxième but Plácido Polanco, des Tigers de Detroit, fut nommé joueur par excellence de la Série de championnat 2006 de la Ligue américaine. Il frappa 9 coups sûrs en 17 présences à la plaque, pour une moyenne au bâton de ,529.

## Faits notables
- Jim Leyland, des Tigers, devint avec cette victoire sur Oakland le 7e manager de l'histoire des majeures à remporter le titre dans les deux ligues et à mener une équipe de la Nationale et de l'Américaine aux séries mondiales. Leyland avait dirigé les Marlins de la Floride, champions de la Ligue nationale et champions du monde en 1997.
- Après le troisième match de la série Tigers-Athletics, le réseau de télévision américain FOX congédia l'analyste et ancien joueur professionnel Steve Lyons pour des commentaires jugés discriminatoires et « insensibles » à l'endroit de Lou Piniella, qui n'était pas manager dans les ligues majeures en 2006 et avait été engagé comme analyste pour la Série de championnat. Lyons fit une blague en ondes, insinuant qu'il avait perdu son porte-monnaie et que c'était probablement Piniella qui l'avait volé, puisqu'il est de descendance hispanique. Lyons présenta rapidement des excuses, indiquant qu'il ne s'agissait de rien de plus qu'une mauvaise blague[3].